# Оранжевогрудая вьюрковая цветочница
Оранжевогру́дая вьюрко́вая цвето́чница, или большая цветочница коа (лат. Rhodacanthis palmeri) — вымершая птица семейства вьюрковых, эндемик острова Гавайи. Считается вымершей с конца XIX века.

## Описание
Полный рост птицы составлял около 23 сантиметров (10 дюймов) в длину. Она была самым большим представителем среди медососовых, хотя её вес неизвестен. У птицы также присутствовал половой диморфизм. Самец имел блестящую красно-оранжевую голову, шею и грудь, а также оливково-коричневые спину, крылья и хвост. Самка же была оливково-коричневой и имела несколько светлый низ. Она также имела крупный чёрный клюв, позволявший ей вскрывать стручки семян, находившиеся на деревьях. Её исторический ареал был в значительной степени ограничен районом Кона на Гавайском острове, хотя этот вид и наблюдалася в районе Килауэа в 1895 году. До появления людей на Гавайях её ареал был настолько широким, что родственные с ней виды жили на других островах. В районе Кона она находилась в близком родстве с желтоголовой вьюрковой цветочницей (Rhodocanthis flaviceps) и большеклювой вьюрковой цветочницей. Учёные когда-то полагали, что оранжевогрудая и большеклювая вьюрковые цветочницы были большой и малой формами одного вида цветочниц.

## Питание
Оранжевогрудая вьюрковая цветочница питалась, в основном, семенами растения коа (Acacia koa). Также было замечено, что оранжевогрудая вьюрковая цветочница питалась гусеницами и плодами растения аалия (Dodonaea viscosa).

## Вымирание
Последняя подтверждённая встреча с видом произошла в 1896 году, хотя и носила спорадический характер в последующих докладах. Как и желтоголовый родственник, оранжевогрудая вьюрковая цветочница жила на небольших мезонных лесных участках Гавайского острова, богатых основным источником питания птицы — растением коа (Acacia koa). Масштабная вырубка этих лесов под пастбища, начатая в 1850 году, выпас скота, хищничество чёрных крыс и птичьи болезни, такие как оспа (Poxvirus avium) и малярия (Plasmodium relictum), распространяемые комарами, стали главными причинами вымирания данного вида птиц. Тем не менее, ещё до того, как эти проблемы вышли на первый план, представители рода Rhodacanthis, вероятно, уже жили за пределами своего местообитания из-за потери низменных лесов, о чём свидетельствует исчезновение других видов вьюрковых (которые жили на низменностях острова) в результате контакта с европейцами.